# واپاتو (واشینگتن)
واپاتو (به انگلیسی: Wapato) شهری در شهرستان یاکیما ایالت واشنگتن است که در سرشماری سال ۲۰۱۰ میلادی، ۴۹۹۷ نفر جمعیت داشته است.